# Amitis da Média
Amitis da Média foi uma princesa meda, possivelmente filha do rei Ciaxares e irmã de Astíages. Ela se casou com o rei babilônico Nabucodonosor II e assim garantiu uma aliança entre os medos e os babilônios e, de acordo com algumas fontes, Nabucodonosor teria construído os Jardins Suspensos da Babilônia para ela.
Seu casamento com Nabucodonosor, não somente selou uma aliança entre dois povos, mas também uniu as dinastias meda e caldeia.

## Etimologia
Amitis é um nome feminino meda e persa, atestado apenas na forma grega Ámytis, que talvez reflita (com metátese vocálica) um antigo persa Umati — equivalente ao avéstico humaiti, que significa “tendo bons pensamentos”.

## História

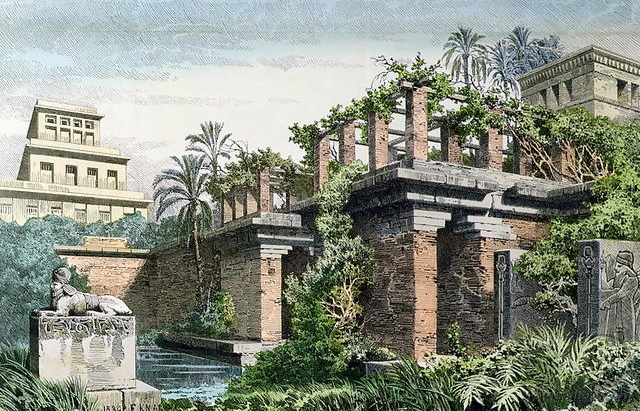
Os jardins suspensos da Babilônia, conforme representados por Ferdinand Knab em 1886.

Nenhum documento babilônico contemporâneo sobrevivente fornece o nome da esposa de Nabucodonosor II. De acordo com o historiador Beroso, que viveu no século III a.C., seu nome era Amitis, filha de Astíages, rei dos medos. Beroso escreve que '[Nabopolassar] enviou tropas para ajudar Astíages, o chefe tribal e sátrapa dos medos, a fim de obter uma filha de Astíages, Amitis, como esposa para seu filho [Nabucodonosor]'. Embora o historiador grego Ctésias tenha escrito que Amitis era o nome de uma filha de Astíages que se casou com Ciro, o Grande da Pérsia, parece mais provável que uma princesa meda se casasse com um membro da família real da Babilônia, considerando as boas relações estabelecidas entre os dois durante o reinado de Nabopolassar. Dado que Astíages ainda era muito jovem durante o reinado de Nabopolassar para já ter filhos, e ainda não era rei, parece mais provável que Amitis fosse irmã de Astíages e, portanto, filha de seu predecessor, Ciaxares. Ao casar seu filho com uma filha de Ciaxares, o pai de Nabucodonosor, Nabopolassar, provavelmente procurou selar a aliança entre os babilônios e os medos. De acordo com a tradição, quando Amitis sentiu saudades das altas montanhas e vegetação da Média, onde ela havia crescido, Nabucodonosor construiu os Jardins Suspensos da Babilônia, uma das Sete Maravilhas do Mundo Antigo, apresentando arbustos, vinhas e árvores, bem como colinas artificiais, cursos d'água e colinas, de modo que Amitis sentisse menos saudades de sua terra. Nenhuma evidência arqueológica para esses jardins foi encontrada.
De acordo com uma versão da história atribuída a Alexandre, o Polímata por Eusébio de Cesareia, Sardanápalo, rei dos caldeus, pediu a filha de Astíages, Amitis, em casamento a seu filho, Nabucodonosor. A versão do historiador Abideno, que viveu por volta de 200 d.C., é um pouco diferente. Nabopolassar, um general a serviço do rei assírio, foi enviado para a Babilônia afim de combater uma invasão pelo mar, mas em vez disso, ele tramou uma traição, e casou seu filho, Nabucodonosor, com Amitis, filha de Astíages, patriarca dos medos. Em seguida, Nabopolassar atacou a capital assíria, Nínive; Sinsariscum, rei da Assíria, incendiou o próprio palácio e morreu. Nabucodonosor tomou o reino e construiu uma muralha em Babilônia.
Não se sabe ao certo quando a soberana Amitis faleceu, alguns suspeitam que foi morta juntamente com seu filho Evil-Merodaque na rebelião planejada por Neriglissar, em 560 a.C. Mas não há confirmação se foi essa mesma a data da morte de Amitis.[carece de fontes?]